# Horodyszcze (rejon żydaczowski)
Horodyszcze (ukr. Городище; hist. Horodyszcze Królewskie) – wieś na Ukrainie w rejonie stryjskim obwodu lwowskiego. Do 2020 w rejonie żydaczowskim.
Znajduje tu się przystanek kolejowy Horodyszcze, położony na linii Lwów – Czerniowce.